# Vyšná Hutka
Vyšná Hutka est un village de Slovaquie situé dans la région de Košice.

## Histoire
Première mention écrite du village en 1293.
La localité fut annexée par la Hongrie après le premier arbitrage de Vienne le 2 novembre 1938. En 1938, on comptait 333 habitants dont 4 d’origines juives.Elle faisait partie du district de Füzér-Gönc (hongrois : Füzér-gönci járás). Le nom de la localité avant la Seconde Guerre mondiale était Vyšnia Hutka. Durant la période 1938 -1945, le nom hongrois Felsőhutka était d'usage. À la libération, la commune a été réintégrée dans la Tchécoslovaquie reconstituée.

## Démographie

### Évolution de la population
| Année:               | 1994. | 2004.   | 2014.    | 2024.    |
| -------------------- | ----- | ------- | -------- | -------- |
| Nombre de personnes: | 363   | 356     | 446      | 549      |
| Différence:          |       | -1,92 % | +25,28 % | +23,09 % |

| Année:               | 2023. | 2024.   |
| -------------------- | ----- | ------- |
| Nombre de personnes: | 536   | 549     |
| Différence:          |       | +2,42 % |